# Tesseracme dispar
Tesseracme dispar är en blötdjursart som först beskrevs av Sowerby 1860.  Tesseracme dispar ingår i släktet Tesseracme och familjen Dentaliidae. Inga underarter finns listade i Catalogue of Life.